# Jaakko Tapanainen
Jaakko Tapanainen, född 19 januari 2002, är en finländsk alpin skidåkare. Jaakko Tapanainen har sedan 2022 en svensk flickvän vid namn Sandra Bäcklund, också en alpin skidåkare.
Tapanainen tog guld i parallellslalom vid olympiska vinterspelen för ungdomar 2020 i Lausanne.